# Наташа Андонова
Наташа Андонова (на македонска литературна норма: Наташа Андонова) е художничка от Северна Македония.

## Биография
Родена е в 1974 година в Скопие. Завършва Факултета за художествени изкуства към Скопския университет в 1999 година. Реализира 4 самостоятелни изложби, а също така участва и в колективни изложби. Андонова е носителка на наградата „Георги Зографски“ и на годишната награда на Факултета за художествени изкуства, отдел Живопис. Член е на Дружеството на художниците на Македония.